# M15 (モニター)
M15（英語: HMS M15）はイギリス海軍の艦艇。M15級モニターの1隻。

## 設計
沿岸砲撃用として計画された艦である。M15の主砲は 9.2インチ（約23.4cm）Mk X単装砲で、これはドレイク級装甲巡洋艦およびクレッシー級装甲巡洋艦のためにストックされていた物を流用したものである。これに加え、12ポンド砲1門と6ポンド対空砲1門を装備していた。出力800馬力の三段膨張式蒸気機関により、最高速度11ノットを発揮した。士官と兵卒合わせて69人が乗り組んだ。

## 建造
M15は戦時緊急造船計画の一部として1915年3月に発注され、ハートルプールのウィリアム・グレイ造船所で同月に起工、同年4月28日に進水、同年6月に竣工した。

## 戦歴
M15は1915年7月にマルタに曳航され、主砲を受領した。そこからムドロス（リムノス島にある港）へ進出し、以降はスエズ運河防衛に携わった。第三次ガザの戦いでガザ沿岸を砲撃した後の1917年11月11日、Deir el Belahに停泊中のところをドイツ潜水艦UC38の攻撃を受け、同日17時15分にM15は左舷に魚雷を受け、3分で沈没した。26人が戦死した。